# Président de la principauté des Asturies
Le président de la principauté des Asturies (en espagnol : Presidente del principado de Asturias) est le chef du gouvernement et le représentant suprême de la communauté autonome espagnole des Asturies.
L'actuel titulaire de ce poste est, depuis le 17 juillet 2019, le socialiste Adrián Barbón.

## Élection
Le statut d'autonomie dispose que « Le président de la principauté des Asturies sera élu par la Junte générale, parmi ses membres, et nommé par le roi ».

### Procédure
La session d'investiture est convoquée par le président de la Junte générale, dans les dix jours qui suivent la conclusion de la session constitutive ou les quinze jours qui suivent la démission du président.
Sera proclamé candidat tout député qui aura déposé sa candidature au plus tard vingt-quatre heures avant la session et disposant du parrainage d'au moins cinq collègues.
Le ou les candidat(s) présentent leur programme au cours d'une session convoquée spécialement à cet effet, après quoi s'ouvrira un débat entre eux et les représentants des groupes parlementaires.
Une fois le débat achevé, le vote d'investiture est engagé. Selon le 2. de l'article 3 de la loi relative au gouvernement de 1984, les députés ne peuvent voter qu'en faveur d'un candidat ou choisir l'abstention. Est investi président de la principauté celui qui totalise la majorité absolue des parlementaires, actuellement 23 voix sur 45.

### Échec
Si personne n'atteint cette majorité, une nouvelle session est convoquée quarante-huit heures après, à laquelle seuls peuvent se présenter les deux candidats arrivés en tête. Celui qui totalise le plus grand nombre de suffrages est alors déclaré élu. En cas d'égalité parfaite, un nouveau vote doit être convoqué, au plus tôt quarante-huit après.
Dans le cas où la Junte générale n'accorderait pas son investiture dans un délai de deux mois à compter de sa session constitutive, le président en exercice prononce sa dissolution et convoque de nouvelles élections. Le mandat de la Junte nouvellement élue termine alors celui de la Junte dissoute.

### Investiture
Une fois un candidat investi, le président de la Junte générale en informe officiellement le roi d'Espagne. Ce dernier nomme alors le candidat président de la principauté des Asturies au moyen d'un décret publié au Bulletin officiel de l'État (BOE) et au Bulletin officiel de la principauté des Asturies (BOPA).
Dans les cinq jours qui suivent cette publication, le président prend possession de ses fonctions. À cette occasion, il prononce le serment suivant : 

« Je jure/promets d'exercer fidèlement les fonctions de président de la principauté des Asturies, protéger et faire protéger la Constitution, le statut d'autonomie et les autres lois en vigueur. »

## Fonctions

### Chef du gouvernement régional
En sa qualité de représentant suprême et président du gouvernement des Asturies : 
- il « représente la communauté autonome devant les autres, les institutions de l'État et les administrations » ;
- il « établit la ligne programmatique de l'action du conseil de gouvernement, dont il dirige l'activité, et garantit sa continuité » ;
- il « nomme et révoque les conseillers de gouvernement » ;
- il « organise le remplacement des conseillers en cas d'absence, de vacance ou de maladie » ;
- il « convoque, fixe l'ordre du jour, préside, suspend et lève les sessions, et dirige les débats et délibérations, du conseil de gouvernement et, le cas échéant, des commissions délégués » ;
- il « veille à l'application des lignes directrices générales de l'action du gouvernement et des décisions du conseil de gouvernement et des commissions déléguées » ;
- il « assure la coordination entre les différents départements et résout les conflits de compétences entre eux » ;
- il « coordonne le programme législatif du conseil de gouvernement et l'élaboration des normes de caractère général » ;
- il « sollicite des avis du Conseil d'État dans les cas prévus par la loi » ;
- il « pose la question de confiance devant la Junte générale, après délibération du conseil de gouvernement » ;
- il « veille à l'exécution des décisions de la Junte générale et que ses demandes soient satisfaites » ;
- il « autorise les dépenses qui lui correspondent, conformément aux normes en vigueur » ;
- il « autorise les nominations de fonctionnaires de l'administration régionale, et désigne, le cas échéant, les représentants de la communauté autonome dans des organismes et institutions, après approbation du conseil de gouvernement par décret » ;
- il « rend compte à la Junte générale des recours en inconstitutionnalité et en conflit de compétences devant le Tribunal constitutionnel » ;
- il « exercer, dans des cas d'urgence et en rendant compte postérieurement au conseil de gouvernement, les actions juridictionnels liées aux intérêts, biens et droits des Asturies » ;
- il « signe les conventions et accords de coopération avec les autres communautés autonomes » ;
- il « convoque les élections à la Junte générale » ;
- il « convoque la Junte générale pour sa session constitutive » ;
- il « exercer les facultés et attributions que la loi lui attribue ».

### Représentant de l'État
En sa qualité de représentant ordinaire de l'État sur le territoire de la communauté autonome : 
- il « promulgue, au nom du roi, les lois régionales, les décrets législatifs, et ordonnent leur publication au Bulletin officiel de la principauté et au Bulletin officiel de l'État, dans les quinze jours qui suivent leur approbation » ;
- il « ordonne la publication au Bulletin officiel de la principauté la nomination du président du tribunal supérieur de justice » ;
- il « maintient des relations avec le délégué du gouvernement, aux fins d'une meilleure coordination de l'administration de l'État et de celle de la communauté autonome ».

## Fin du mandat
Le mandat du président de la principauté prend fin lors de chaque élection régionale, du vote d'une motion de censure, de rejet d'une question de confiance, de démission, d'incapacité permanente, de perte de son mandat parlementaire ou de décès.
Le conseil de gouvernement, par un vote à la majorité des quatre cinquièmes du nombre total de conseillers, peut juger que le président est temporairement inapte à l'exercice de ses fonctions et le suspendre provisoirement. La suspension ne saurait durer plus de quatre mois. Si le président n'a pas recouvré ses facultés passé ce délai, il est considéré comme démis. La Junte générale, à la demande du conseil statuant selon cette même majorité qualifiée, peut proclamer le président inapte, par un vote à la majorité absolue de ses membres.

### Motion de censure
La Junte générale peut mettre en cause la responsabilité politique du conseil de gouvernement en adoptant une motion de censure. Celle-ci doit être proposée par au moins 15 % des députés, soit 7 actuellement, et prévoir le nom d'un candidat à la présidence de la principauté.
Elle ne peut être votée moins de cinq jours après sa présentation, des motions alternatives pouvant être déposées pendant les deux premiers jours de ce délai. Si aucune motion n'atteint la majorité absolue des députés, elle n'est pas adoptée et ses signataires ne peuvent en présenter de nouvelle jusqu'à la fin de la législature.
En cas d'adoption, le président remet immédiatement sa démission à la Junte générale et le candidat de la motion est proclamé investi, puis nommé par décret du roi.

## Titulaires
Depuis les premières élections régionales, le 8 mai 1983, huit personnalités ont exercé cette fonction, dont six issues du Parti socialiste ouvrier espagnol (PSOE). Le socialiste Vicente Álvarez Areces détient le record de longévité, avec trois mandats complets, tandis que le conservateur régional Francisco Álvarez-Cascos détient celui de la brièveté, avec à peine dix mois d'exercice.